# Jan Duijs
Jan Eliza Wilhelm Duijs (Nijmegen, 21 februari 1877 - Amsterdam, 16 september 1941), was een Nederlands politicus.
Duijs had vanaf 1907 zitting in de gemeenteraad van Zaandam, en werd daar in oktober 1912 tot wethouder gekozen, de eerste SDAP-wethouder van Nederland. Hij doorbrak daarmee de partijlijn dat eerst een meerderheidspositie moest worden behaald voordat men uitvoerende ambten zou gaan bekleden. Als wethouder werd hij echter zo populair, dat de SDAP bij de volgende verkiezingen een meerderheid haalde. Daarna werd ook in Amsterdam en elders de meerderheidsstrategie verlaten.
Duijs zat van 1909 tot 1935 in de Tweede Kamer voor de SDAP, vervolgens nog twee jaar als partijloos Kamerlid, later werd hij fascist.
Duijs was een fel en venijnig debater, die vooral goed thuis was op het gebied van de sociale wetgeving, omdat hij daarvan tijdens zijn werk als bibliothecaris van de Rijksverzekeringsbank studie had gemaakt. Hij kwam in de Kamer vaak in botsing met de voorzitter. Hij hield in 1913 de langste parlementaire redevoering aller tijden om afhandeling van de Tariefwet te voorkomen en leidde in 1920 de obstructie tegen de Anti-revolutiewet. Hij zorgde er in 1913 voor dat al direct 'staatspensioentjes' werden uitgekeerd aan 70-plussers. Duijs brak in 1935 met de SDAP, liet zich steeds antisemitischer uit en werd in 1938 lid van de NSB. Hij was tevens een van de oprichters van de Nederlandsche Volkspartij.

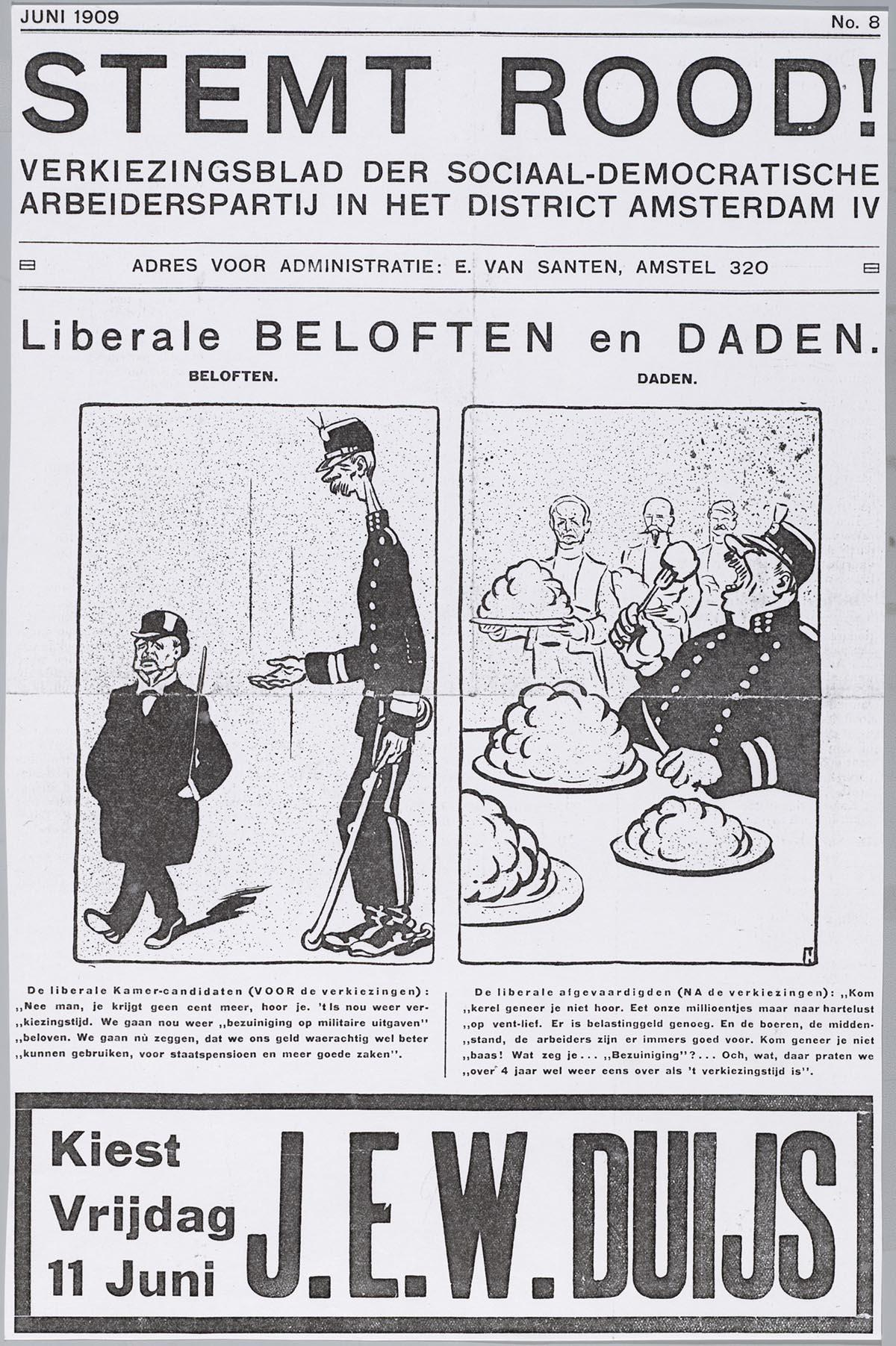
Verkiezingsaffiche uit 1909.
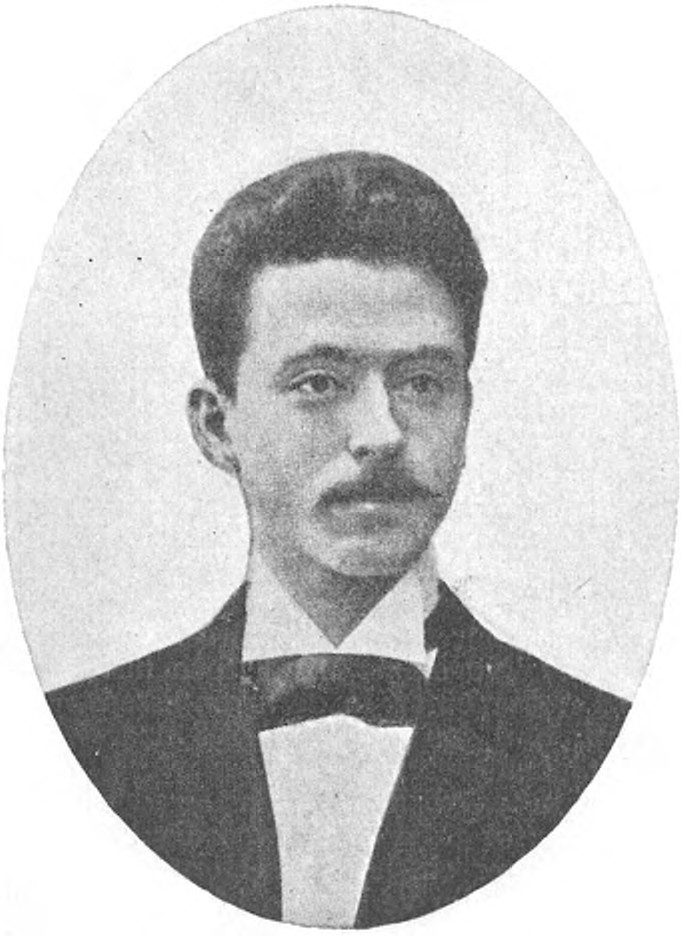
Jan Duijs ca. 1909

- Biografisch Portaal: 16766310
- CiNii: DA02072727
- International Standard Name Identifier: 0000 0000 8463 1969
- Library of Congress Control Number: n86099381
- Nationale bibliotheek van Australië: 48864364
- Nederlandse Thesaurus van Auteursnamen: 070351627
- Parlement.com: vg09ll06zxxg
- Virtual International Authority File: 109454170
- WorldCat: E39PBJw4DbyMdq6K43j3KPm68C